# Erik Bye
Erik Erikssøn Bye född 1 mars 1926 i Brooklyn, New York, USA, död 13 oktober 2004, var en norsk tevepersonlighet, sångare och journalist. Han var bosatt i Asker.

## Bakgrund
Erik Bye var son till operasångaren Erik Ole Bye och Rønnaug Dahl. 
Han studerade engelska, journalistik och dramaturgi vid University of Wisconsin (1953). Han var journalist vid Associated Press (1953–1955), BBCs norska avdelning (1955–1958), och sedan vid NRK.

## TV-karriär
Erik Bye var involverad i flera av de tidiga teveprogrammen i NRK. I samarbete med Willy Andresen skrev han en lång rad melodier. Erik Bye väckte bland annat uppståndelse då han lät en grupp psykiskt utvecklingsstörda barn och ungdomar uppträda med «Folk og røvere i Kardemomme by» på norsk teve, något som aldrig hade gjorts tidigare.

## Andra intressen
Han arbetade för Redningsselskapet under stora delar av sitt liv, och fick något år före sin död ett räddningsfartyg uppkallat efter sig.
1994 engagerade Bye sig som motståndare till ett norskt medlemskap i EU.

## Film om Erik Bye
Dokumentärfilmen Giganten (2005) skildrar Byes tre sista levnadsår och hans sista offentliga uppträdanden.

## Övrigt
Bye kom 17 december 2005 på tredje plats, i en direktsänd omröstning om århundradets norrman på NRK,  efter kung Olav V och Einar Gerhardsen.

## Diskografi (urval)
Album
- Vi går ombord (1960)
- Erik Bye synger Skjæraasen (1966)
- Jeg vet en vind (1972)
- Gammel er min fjord (1974)
- Norske folketoner (1978)
- Askøyarven vil vi verja: Erik Bye gjester Askøy (1978)
- Vandring på Vår Herres klinkekule (1985)
- Langt nord i livet (1994)
- I dur og brott (2003) (med Kongelige Norske Marines Musikkorps)
- Støv og stjerner (2003)